# Fan Lau Sai Wan
Fan Lau Sai Wan (kinesiska: 分流西灣, 分流西湾) är en vik i Hongkong (Kina). Den ligger i den västra delen av Hongkong.